# Kustsanatoriet Apelviken

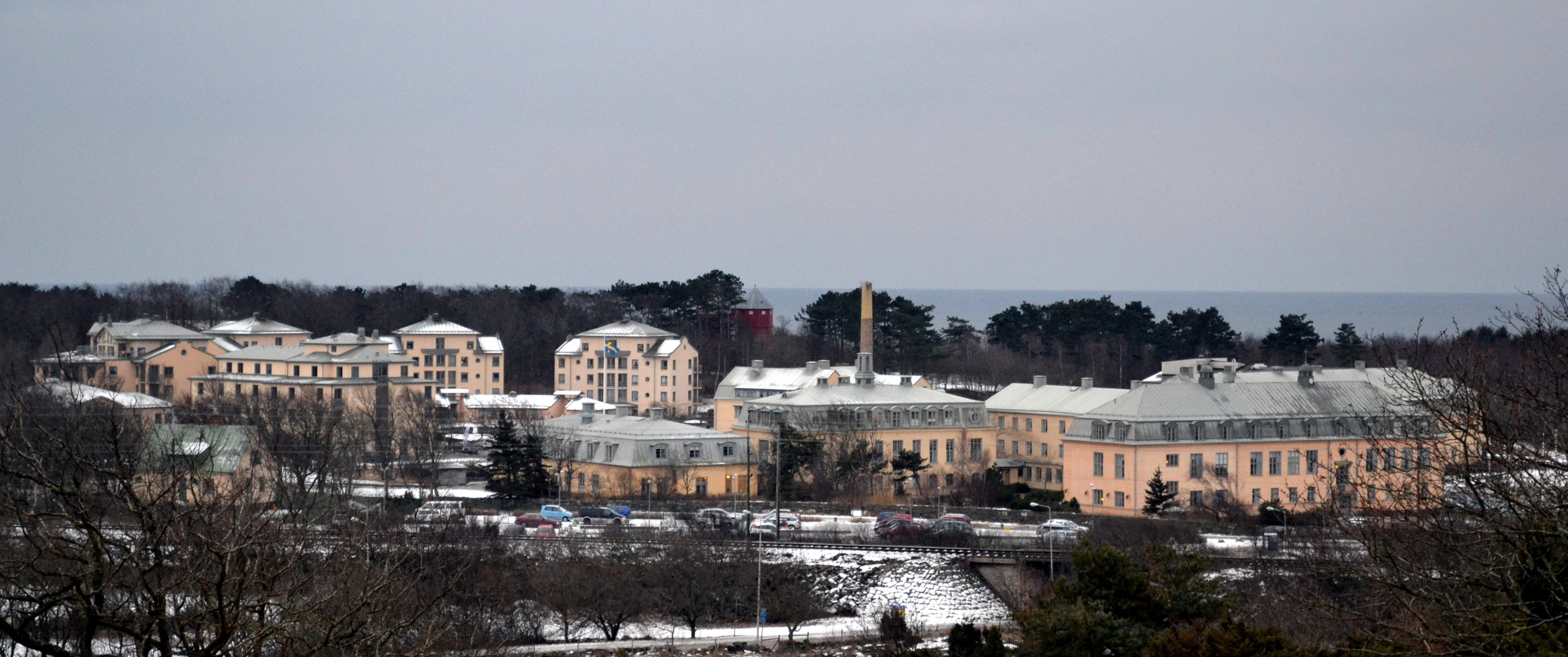
Kustsanatoriet Apelviken sett från Hästhaga i januari 2012.

Kustsanatoriet Apelviken var ett sanatorium vid Lilla Apelviken i Varberg, grundat 1904 av läkaren Johan Severin Almer. Sanatoriet ägdes och drevs av ”Föreningen för kustvård åt skrofulösa barn”. Det var avsett för barn som led av skrofulos samt körtel-, ben- eller ledtuberkulos. Vid starten 1904 fanns endast en träbyggnad med plats för cirka 20 patienter, därutöver matsal och rum för sköterska och biträde. Därefter växte sanatoriet snabbt och under år 1924 vårdades 1 039 patienter till en kostnad av 600 000 kronor. Anläggningen ritades av Rudolf Lange.
Sanatoriets verksamhet minskade i takt med tuberkulosens avtagande. Från och med 1940-talet vårdades också poliopatienter på Apelviken, och med början 1955 alltmer ortopedisk verksamhet. Sanatoriets namn ändrades 1969 till Apelvikens sjukhus. Landstinget Halland tog över ägandet av sjukhuset 1977, varefter det avvecklades. Efter att Varbergs kommun förvärvat det gamla sjukhusområdet genomfördes en idétävling 1987 och kommunen skrev ett tomträttsavtal med en privat entreprenör som utvecklade området. Flera av byggnaderna ingår numera i Comwell Varbergs Kurort.
Kustsanatoriet Apelviken förkortades KSA, vilket i folkmun givit upphov till benämningen Kåsa för det gamla sjukhusområdet vid Apelviken.

## Historia

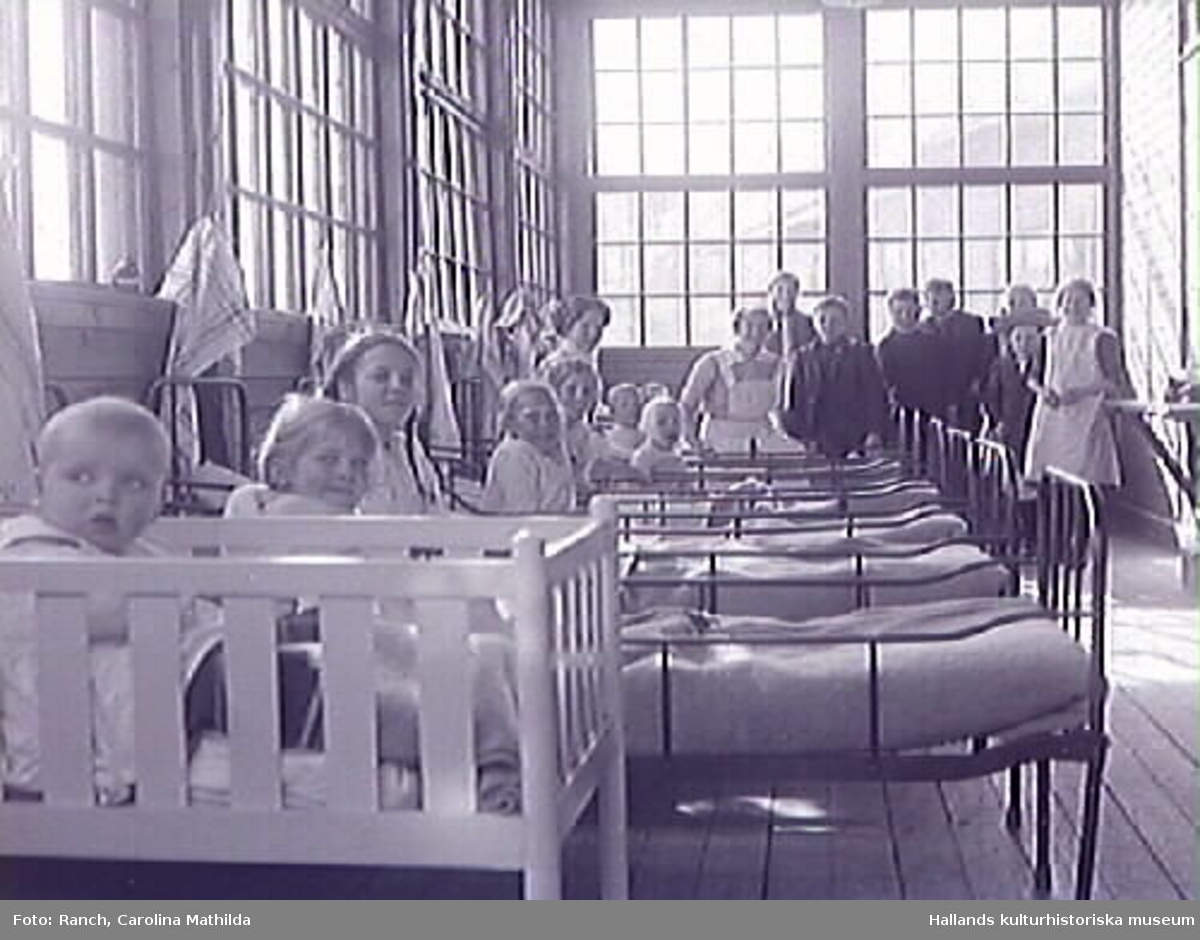
Patienter och personal på solverandan på Kustsanatoriet Apelviken år 1915. Foto av Mathilda Ranch.

### Tillkomst (1902–1927)
Omkring sekelskiftet 1900 var tuberkulosen en utbredd folksjukdom i Sverige och flera sanatorier grundades runtom i landet, det första 1891 i Mörsil i Jämtland. Vid de fyra så kallade jubileumssanatorierna, som tillkom med medel från Konung Oscar II:s jubileumsfond, vårdades lungtuberkucospatienter. Ben- och ledtuberkulos och skrofulos, som särskilt drabbade barn, behandlades dock inte tillsammans med lungtuberkucospatienterna. Flera så kallade kustsanatorier, bland dem Styrsö kustsanatorium, Kronprinsessan Victorias kustsanatorium för skrofulösa barn och Kustsanatoriet Apelviken tillkom på privat initiativ. Det ansågs att havsklimatet var välgörande för skrofulösa barn.
Sjukvårdsverksamheten vid Apelviken inleddes 1902 då läkaren Johan Severin Almer beredde vård åt sex skrofulösa (tuberkulossjuka) barn, som fick en åtta veckors vistelse vid kusten. År 1903 utökades antalet patienter till tio. Doktor Almer hyrde från början lokaler i en bondgård belägen vid stranden, men sommaren 1904 uppfördes en paviljong vid Lilla Apelviken där ett 20-tal patienter flyttade in. Redan från början benämndes anläggningen Kustsanatoriet Apelviken. I september 1904 bildades ”Föreningen för kustvård åt skrofulösa barn” som 1905 övertog anstaltens byggnader och inventarier för 5 415 kronor. Johan Severin Almer ingick själv i föreningens styrelse som dess sekreterare. Genom insamlade bidrag och gåvor, bland annat från Varbergs sparbank som 1905 skänkte 5 000 kronor, kunde föreningen 1907 uppföra ytterligare en sovsal vid sjukhuset, som nu hade 48 platser.
1909 års riksdag beviljade, sedan en motion väckts i andra kammaren, ett anslag på 25 000 kronor för uppförandet av två sovsalar och en ekonomibyggnad. Samtidigt installerades bl.a. centralvärme och elektriskt ljus. År 1910 godkändes kustsanatoriet, som nu hade 96 platser, som tuberkulossjukvårdsanstalt och erhöll statsbidrag för driften (50 öre per patient och dag). 1912 skedde ytterligare tillbyggnader, sedan riksdagen efter Kungl. Maj:ts proposition anslagit 54 000 kronor till en ny sjukavdelning med 28 platser, en behandlingsbyggnad med bland annat läkarexpedition, operationsrum och röntgen, en solveranda, en dag- och lekhall samt en byggnad med 12 isoleringsplatser. Ytterligare tillbyggnader skedde 1914. Från den 1 april 1915 hölls sanatoriet öppet året runt, efter att tidigare endast varit öppet under somrarna. 1916 uppfördes en ny centralbyggnad i två våningar med skolsalar, gymnastiksal och kontor, liksom ett vattentorn och en simbassäng. Åren 1922–1923 tillkom bland annat en utvidgad operationsbyggnad. Majoriteten av byggnaderna på sanatorieområdet är ritade av arkitekten Rudolf Lange.
År 1927 vårdades 857 patienter på Apelviken. Bland personalen fanns en överläkare, en röntgenläkare, tre underläkare, 14 sjuksköterskor och ett 60-tal undersköterskor och elever, totalt omkring 200 anställda. Vid 1920-talets mitt var Apelviken Sveriges största kustsanatorium.

### Efter doktor Almer (1927–1976)
Johan Severin Almer avled i maj 1927. Under en period vikarierade hans svärson doktor Adolf Rappe som överläkare på Apelviken, men denne efterträddes av Robert Hanson som i november 1927 förordnades till överläkare vid Kustsanatoriet Apelviken. Under hans tid moderniserades sanatoriet, men under tiden som om- och tillbyggnader pågick fanns det inte plats för alla patienter, varför antalet vårdade patienter minskade. Robert Hanson kvarstod som överläkare till sin död 1940 och han efterträddes då av doktor Albert Ahlberg. Under andra världskriget var sjukhuset delvis evakuerat. När antalet tuberkulospatienter minskade efter kriget till följd av vaccinering och förbättrad sjukvård, ändrades delvis inriktningen av vården på Kustsanatoriet Apelviken. Från och med 1947 inrättades en avdelning för poliopatienter. Med början 1955 vårdades allt fler ortopedpatienter, i takt med att tuberkulos- och poliopatienterna minskade i antal. Albert Ahlberg var överläkare fram till 1966 och efterträddes av Henrik C:son Holmdahl. År 1969 ändrades institutionens namn från Kustsanatoriet Apelviken till Apelvikens sjukhus. Ortopediverksamheten i Hallands län fanns kvar på Apelvikens sjukhus till 1976, då den flyttade till det nya Sjukhuset i Varberg.

### Efter sjukhusets avveckling (1977–)
Året efter, 1977, övertog Landstinget Halland hela sjukhuset, som ägts av "Föreningen Apelvikens sjukhus", för 2 miljoner kronor. Byggnaderna var då omoderna och i dåligt skick och landstinget hade inte för avsikt att bedriva någon verksamhet där. Diskussioner fördes med Varbergs kommun om att kommunen skulle överta anläggningen, men detta ledde inte till något avtal och sjukhuset såldes till en privat aktör, Olle Johanssons byggnadsentreprenader, för 9 miljoner kronor enligt ett avtal som undertecknades 1985. Entreprenören hade dock planer på att exploatera området som inte delades av kommunen, som lyckades utnyttja sin förköpsrätt och avtalet med Olle Johanssons byggnadsentreprenader hävdes. Sedan kommunen förvärvat sjukhusområdet utlystes 1987 en idétävling för områdets utveckling. Ett tomträttsavtal tecknades med bolagen BPA Bygg AB, Conekton Fastighetsutveckling AB och Media Management Hotel AB. De tre bolagen bildade sedan Varbergs Kurort AB. Åren 1989–1994 investerades ca 359 miljoner kronor i utveckling av området som fylldes med olika hyresgäster, bland andra Varbergs kusthotell. År 1993 fick Conekton arkitekter Hallands museiförenings diplom för upprustningen av Apelviksområdet.

### Lista över överläkare
- 1902–1927: Johan Severin Almer
- 1927: Adolf Rappe (maj–november)
- 1928–1940: Robert Hanson
- 1940–1966: Albert Ahlberg
- 1967–1976: Henrik C:son Holmdahl

## Apelvikens kapell och kyrkogård

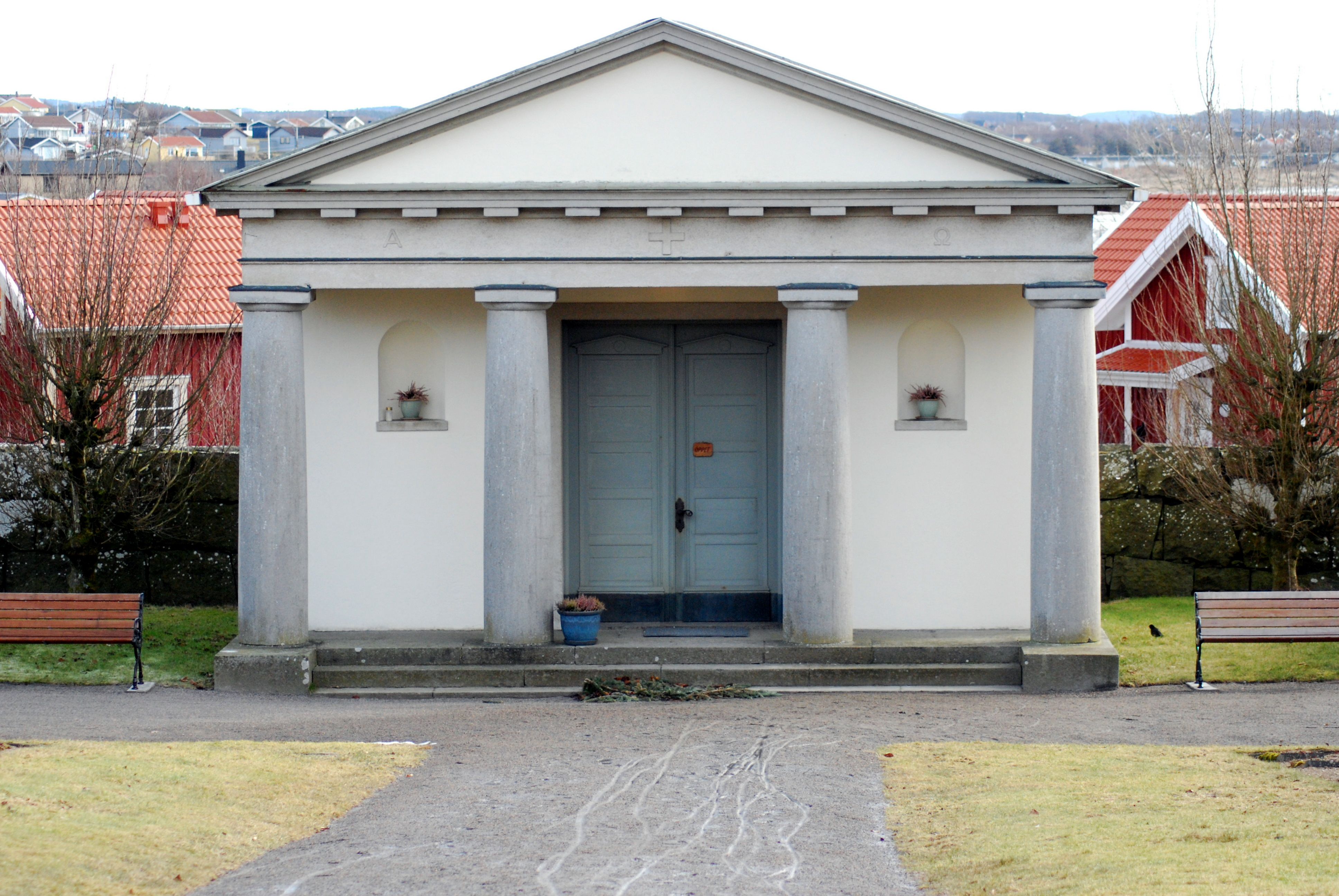
Kapellet på kustsanatoriets kyrkogård.

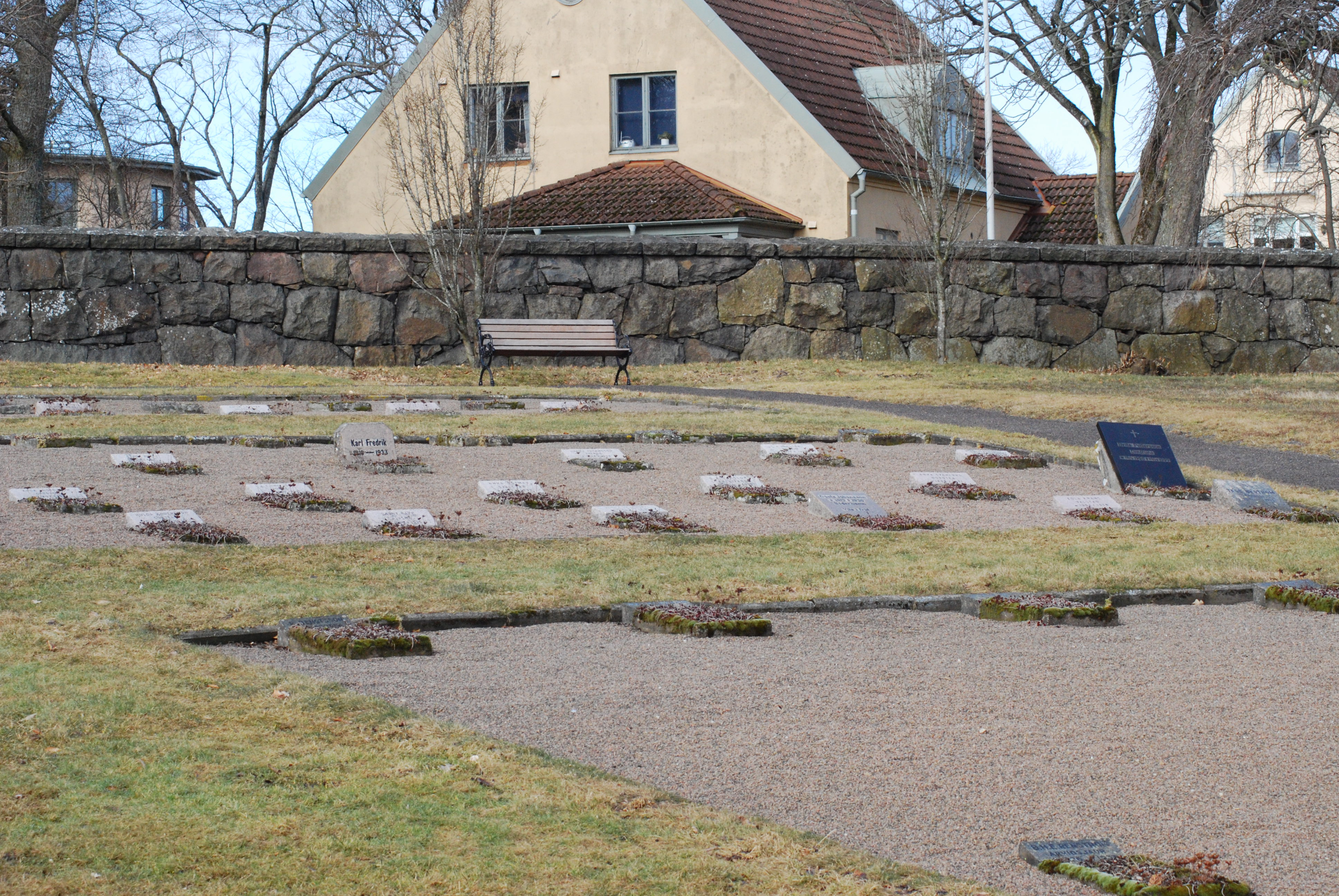
Gravar på kyrkogården.

Vid sanatoriet finns ett kapell med en liten kyrkogård, där avlidna patienter från avlägsna orter begravdes när de anhöriga saknade medel för att bekosta den sista resan hem. Normalt skulle dessa avlidna ha begravts i sin hemförsamling, men eftersom en liktransport kostade 350–400 kronor hade många mindre bemedlade familjer (inte minst i det avlägsna Norrland) inte råd med transport av liket till hemorten.
På en kyrkostämma i Varbergs församling 1924 påtalades att några gravar på S:t Jörgens kyrkogård, i vilka avlidna patienter från Kustsanatoriet Apelviken var begravda, var vanskötta. Förslaget blev därför att en egen kyrkogård borde anläggas vid sanatoriets område. Styrelsen för Föreningen för kustvård åt skrofulösa barn hemställde 1925 hos Kungl. Maj:t om att få anlägga en egen kyrkogård vid sanatoriet. Ansökan remitterades till länsstyrelsen och till domkapitlet, som inte hade något att erinra mot förslaget. Provinsialläkaren Cavallin ansåg dock att kyrkogården skulle hamna alltför nära vägen. Slutligen meddelades 1927 tillstånd att anlägga kyrkogården. Detta år avled sanatoriets överläkare och grundare Johan Severin Almer. Vid invigningen av kyrkogården den 25 augusti 1927 nedsattes doktor Almers aska på kyrkogårdens sydvästra hörn, som den förste att begravas här. På Almers gravmonument kan man läsa om Kustsanatoriet Apelvikens utveckling.
Kyrkogården användes fram till 1948. Sammanlagt 136 personer är gravsatta här; av dem kom 72 från Norrland och 123 var i åldrarna 0–39 år. Ursprungligen hade gravarna vita träkors, men dessa ersattes 1943–1946 av enkla gravstenar i huggen sten. Kyrkogården förvaltas idag av Varbergs kommun.